# 澄川道男
澄川 道男（すみかわ みちお、1896年〈明治29年〉8月5日 - 1977年〈昭和52年〉6月18日）は日本の海軍軍人。海兵45期。最終階級は少将。勲三等旭日章、勲二等瑞宝章、金鵄勲章功四級、仏国金鵄勲章レ・ジョンド・スール三級。

## 戦前～戦中
1896年（明治29年）8月5日、山口県吉敷郡山口町（現：山口県山口市）で出生、旧制山口中学（現在の山口県立山口高等学校）では後に総理大臣となった岸信介と首席の座を競った。1914年（大正3年）海軍兵学校入学、卒業後は主として航空畑、参謀畑を歩んだ。1937年（昭和12年）フランス国大使館附武官（駐在武官）。海軍大佐時代には水上機母艦「瑞穂」艦長（1940年10月15日 - 1941年9月5日）、航空母艦「飛鷹」艦長（1942年11月21日 - 1943年8月15日）を務めている。1945年（昭和20年）トラック島にて米軍に降伏。抑留後復員。

## ペリュリュー島における残留日本兵34名投降の功績
1947年、澄川少将はトラック島より移送されグアム島で抑留中、ペリュリュー島に残留の日本兵の投降への説得を打診されこれを受諾（身柄の保証と戦犯扱いをしないという約束と引き換えだったともいう）。。ペリュリュー島に赴きまず3月23日に「ペリュリュー日本人諸君へ」「ペリュリュー島残存の日本軍部隊ニ告グ」という2種の文書を配布したが反応は無かった。3月31日に再度「再度ペリュリュー島残存の日本軍将兵ニ告グ」という文書を配布し、ジャングル内をハンドマイクを持って呼びかけに回った。この時は日本兵との接触はなかったものの、文書は日本兵に回収されており、日本兵の間に微妙な心境の変化をもたらしていた。彼らはアメリカ軍から奪取した物資や手作りの生活用品を用いながら2年近く洞窟内で生きながらえていたが、文書に反応した兵士の1名（土田喜代一）が4月2日に脱走し米軍に投降した。残りの者たちはかたくなに投降を拒否していた。澄川少将は一計を案じ、投降した日本兵から聞き出した日本の住所にに連絡を取り、家族に投降を呼びかける手紙を書いてもらった。（100通以上が集まったとされる）。その手紙を持ち、投降した日本兵の案内で彼らが潜んでいる洞窟に向かった。米軍からは、今回の説得が失敗すれば洞窟に火炎放射器を撃ち込み日本兵を掃討すると告げられており、。文字通り最後のチャンスであったという。洞窟の前で手紙を読み始めると、しばらくして銃を構えた日本兵が出てきて声をかけてきたので、澄川少将は単身洞窟内に入り手紙を渡しながら彼らを説得した。やがて彼らは説得に応じて投降を決意し、4月22日に澄川少将の誘導により洞窟を出て米軍に投降した。その数34名。日本に復員した彼らは後に「三十四会」（みとしかい）という戦友会を結成している。ちなみに漫画「ペリュリュー楽園のゲルニカ」に登場する鬼塚少将は澄川少将をモデルにしている。

## 戦後
1947年（昭和22年）より横須賀米軍基地で技術顧問として勤務し、1961年（昭和36年）に退職後は実家のある山口市に戻り、小学生から高校生に英語・数学を教える塾を開いてそこで生涯を過ごした。また1964年（昭和39年）より山口海交会会長を務める。1977年（昭和52年）6月18日山口市にて死去、享年80歳。

## 軍歴
- 1914年（大正3年）9月10日 - 海軍兵学校入校
- 1917年（大正6年）11月24日 - 海軍兵学校卒業（45期）。席次4位につき恩賜の短剣授与。海軍少尉候補生。装甲巡洋艦「浅間」乗組。同期に戦艦「大和」艦長有賀幸作等
- 1918年（大正7年）
  - 8月1日 - 任 海軍少尉。戦艦「扶桑」乗組
  - 12月1日 - 海軍砲術学校普通科学生
- 1919年（大正8年）
  - 6月1日 - 海軍水雷学校普通科学生
  - 12月1日 -横須賀海軍航空隊航空術学生
- 1920年（大正9年）
  - 4月20日 - 海軍砲術学校普通科学生
  - 8月4日 - 海軍水雷学校普通科学生
  - 12月1日 - 任 海軍中尉
- 1921年（大正10年）8月1日 - 航空術特別講習員（霞ヶ浦海軍航空隊英国飛行団指導）
- 1922年（大正11年）8月15日 - フランス国駐在
- 1923年（大正12年）12月1日 - 任 海軍大尉
- 1924年（大正13年） 3月20日 - 平和条約実施委員（ベルリン駐在）
- 1925年（大正14年）8月6日 - 帰国。霞ヶ浦航空隊（研究部）
- 1926年（大正15年）11月15日 - 横須賀海軍航空隊分隊長
- 1927年（昭和2年）12月1日 - 海軍軍令部要員
- 1928年（昭和3年）12月10日 - 海軍大学校甲種学生
- 1929年（昭和4年）11月30日 - 任 海軍少佐
- 1930年（昭和5年）12月1日 - 連合艦隊参謀
- 1932年（昭和7年）12月1日 - 軍令部参謀
- 1934年（昭和9年）11月15日 - 任 海軍中佐　横須賀海軍航空隊飛行長
- 1936年（昭和11年）
  - 3月19日 - 軍務局局員
  - 9月24日 - 第三艦隊参謀
  - 11月16日 - 第一航空戦隊参謀
- 1937年（昭和12年）11月15日 - フランス国大使館附武官（駐在武官）
- 1938年（昭和13年）11月15日 - 任 海軍大佐
- 1940年（昭和15年）
  - 5月20日 - 帰国。航空母艦「翔鶴」艤装委員長
  - 10月15日 - 水上機母艦「瑞穂」艦長
- 1941年（昭和16年）9月8日 - 海軍航空技術廠総務部長
- 1942年（昭和17年）11月21日- 航空母艦「飛鷹」艦長
- 1943年（昭和18年）
  - 8月15日 - 航空母艦「大鳳」艤装委員長
  - 11月1日 - 任 海軍少将
- 1944年（昭和19年）
  - 1月6日 - 第四艦隊参謀長
  - 3月30日 - 第二二航空戦隊司令官
  - 11月15日 - 第四艦隊参謀長
- 1945年（昭和20年）9月2日 - トラック島にて降伏
- 1947年（昭和22年）10月25日 - 内地帰還。横浜にて復員